# Jasnozirja (obwód chmielnicki)
Jasnozirja (ukr. Яснозір'я) – wieś na Ukrainie, w obwodzie chmielnickim, w rejonie chmielnickim, w hromadzie Wińkowce. W 2001 roku liczyła 608 mieszkańców.
Do 1966 roku miejscowość nosiła nazwę Bebechy (ukr. Бебехи).